# Leperina opatroides
Leperina opatroides is een keversoort uit de familie schorsknaagkevers (Trogossitidae). De wetenschappelijke naam van de soort werd in 1884 gepubliceerd door Albert Léveillé.